# Glomera dentifera
Glomera dentifera är en orkidéart som beskrevs av Johannes Jacobus Smith. Glomera dentifera ingår i släktet Glomera och familjen orkidéer. Inga underarter finns listade i Catalogue of Life.